# George Guida
George Guida (George James Guida; * 29. August 1924 in Philadelphia; † 7. September 2015 in San Francisco) war ein US-amerikanischer Sprinter.
1948 qualifizierte er sich bei den US-Ausschiedungskämpfen als Dritter über 400 m für die Olympischen Spiele in London, bei denen er Sechster wurde.
1947 wurde er US-Hallenmeister über 600 Yards. Seine persönliche Bestzeit über 440 Yards von 47,2 s (entspricht 46,9 s über 400 m) stellte er am 3. Juni 1949 in Compton auf.